# Ферро Каррил (футбольный клуб)
«Спортивный клуб Ферро Каррил» (порт.-браз. Esporte Clube Ferro Carril) — бразильский футбольный клуб из города Уругваяна, штат Риу-Гранди-ду-Сул.

## История
«Ферро Каррил» был основан 1 марта 1916 года под названием «Спорт-клуб Ферро Каррил» (порт.-браз. Sport Club Ferro Carril). В 1918 году клуб стал одним из основателей Федерации спорта Риограндензе. Однако уже в 1920 году «Ферро Каррил» он прекратил своё существование. 14 июля 1925 года под руководством Вентуры Розеса, являвшегося руководителем движения Великой южной железной дороги Бразилии. 
В 1929 году клуб выиграл свой первый титул чемпиона города Уругваяна. В последующие годы он ещё шесть раз повторил это достижение. В 1946 году «Ферро Каррил» участвовал в любительском чемпионате штата и добился победы в турнире. Также клуб трижды, в 1929, 1954 и 1976 годах участвовал в высшем дивизионе чемпионата штата Риу-Гранди-ду-Сул. В последнем из них, 23 марта 1976 года «Ферро Каррил» вошёл в историю розыгрышей турнира, проиграв со счётом 0:14 «Интернасьоналу», что стало самым крупным проигрышем за всю историю проведения соревнования.

## Достижения
- Чемпион города Уругваяна: 1929, 1930, 1936, 1945, 1946, 1950, 1953